# Santa Lucia, Rom
Santa Lucia, även benämnd Santa Lucia a Piazza d'Armi, är en kyrkobyggnad och titelkyrka i Rom, helgad åt den heliga Lucia (död 304). Kyrkan är belägen vid Circonvallazione Clodia i quartiere Della Vittoria och tillhör församlingen Santa Lucia.
Piazza d'Armi syftar på en militär exercisplats, som tidigare fanns i området.

## Historia
Kyrkan uppfördes år 1938 efter ritningar av arkitekten Tullio Rossi.
Fasaden föregås av ett monumentalt propylaeum med en rundbågeportal. Ovanför kyrkporten sitter ett rundbågefönster med en glasmålning.
Interiören är treskeppig. Skeppen avdelas av kolonner med förgyllda imposter. Mittskeppets väggar har glasmålningar med barmhärtighetsgärningarna, utförda av Marko Ivan Rupnik. I absiden hänger ett krucifix i brons, ett verk av Francesco Nagni. Till vänster om absiden återfinns det Allraheligaste Sakramentets kapell med ett tabernakel av Lello Scorzelli. Bakgrundsmosaiken är ett verk av Silvio Alessandri. På andra sidan av absiden finns ett sidokapell med en skulptur föreställande den heliga Lucia, utförd av Francesco Nagni, medan mosaiken i bakgrunden är utförd av Silvio Alessandri.
I vänster sidoskepp har Silvio Alessandri utfört målningen Madonna del Divino Amore. I höger sidoskepp finns ett mindre kapell, där den heliga mässan firas på vardagar. Över dess altare ses en framställning av Jungfru Marie obefläckade hjärta.

## Titelkyrka
Kyrkan stiftades som titelkyrka med namnet Santa Lucia a Piazza d'Armi av påve Paulus VI år 1973.
Kardinalpräster
- Timothy Manning: 1973–1989
- Frédéric Etsou-Nzabi-Bamungwabi: 1991–2007
- Théodore Adrien Sarr: 2007–

## Bilder
| - Madonna del Divino Amore. |